# أوليفر جيبسون
أوليفر جيبسون (بالإنجليزية: Oliver Gibson)‏ هو سياسي بريطاني، ولد في 28 يونيو 1934 في المملكة المتحدة. حزبياً، نشط في الحزب الديمقراطي الاتحادي. في انتخابات الجمعية التشريعية لأيرلندا الشمالية، 1998 ‏، انتخب عضو الجمعية التشريعية الأولى لأيرلندا الشمالية عن دائرة West Tyrone (Assembly constituency) ‏ وقد انضم خلال فترته النيابية ‏ (25 يونيو 1998 – 28 أبريل 2003)  للكتلة البرلمانية الحزب الديمقراطي الاتحادي.